# Blerim Bexheti
Blerim Bexheti (mac. Блерим Беџети; ur. 16 października 1976 w Glumowie) – północnomacedoński polityk i prawnik pochodzenia albańskiego, w latach 2011–2014 minister sprawiedliwości.

## Życiorys
Ukończył studia prawnicze na Uniwersytecie w Prisztinie, pracował następnie w kancelarii prawnej oraz w Ministerstwie Sprawiedliwości.
W wyniku wyborów parlamentarnych z 2006 roku uzyskał mandat do Zgromadzenia Republiki Macedonii z ramienia Demokratycznego Związku na rzecz Integracji, zasiadał w parlamencie do wygaśnięcia kadencji w 2008 roku. W latach 2009–2011 pełnił funkcję burmistrza gminy Saraj.
Od 28 lipca 2011 do 19 czerwca 2014 roku pełnił funkcję ministra sprawiedliwości.